# Ana Pascuová
Ana Pascuová za svobodna Ana Derşidanová (22. září 1944 Bukurešť, Rumunsko – 6. dubna 2022) byla rumunská sportovní šermířka, která se specializovala na šerm fleretem. V druhé polovině šedesátých let závodila pod jménem Ana Eneová. Rumunsko reprezentovala v šedesátých a sedmdesátých letech. Na olympijských hrách startovala v roce 1964, 1968, 1972 a 1976 v soutěži jednotlivkyň a družstev. V roce 1971 obsadila třetí místo na mistrovství světa v soutěži jednotlivkyň. S rumunským družstvem fleretistek vybojovala na olympijských hrách dvě (1968, 1972) bronzové olympijské medaile a v roce 1969 získala s družstvem titul mistryň světa.